# It’s Now or Never (Album)
It’s Now or Never ist das Debütalbum der ukrainischen Trancecore-Band Make Me Famous. Das Album erschien am 27. März 2012 in Nordamerika und am 13. April 2012 weltweit. Es erschien über dem US-amerikanischen Label Sumerian Records. Produziert wurde das Album von Serj Kravchenko und Denis Shaforostov, welche zugleich Musiker der Band sind.
Für dieses Album wurden insgesamt 30 Songs verfasst von denen lediglich 14 Stücke ausgewählt wurden. Als Bonustitel wurde das Lied Make It Precious als Akustikversion aufgenommen und auf das Album gepackt. Bereits einen Monat vor dem US-Release-Date am 27. März 2012 konnte It’s Now or Never in Stores wie Merchconnect als Bundle mit T-Shirt vorbestellt werden. 17 Tage nach der Veröffentlichung in den USA wurde das Album am 13. April 2012 schließlich weltweit veröffentlicht. Zur Promotion des Albums begleitete die Gruppe For Today auf deren Fight the Silence Tour, welche 34 Konzerte umfasste.
Der Sound erinnert stark an die Musik der britischen Trancecore-Band Asking Alexandria. Das Album schaffte den Einstieg in den Charts im April. Es landete auf Platz 151 in den US-Charts von Billboard. In mehreren Online-Plattformen wurde das Album eher negativ wahrgenommen.

## Entstehung

### Produktion
Bereits am 30. September 2011 gab die Gruppe auf ihrem YouTube-Kanal an von Sumerian Records unter Vertrag genommen worden zu sein. Am 2. Oktober 2011 erschien mit We Know It’s Real die erste Singleauskopplung via iTunes. Zudem erschien ein Lyric-Video zu diesem Stück über den YouTube-Kanal des Musiklabels. Die zweite Single Make It Precious erschien am 28. Februar des Jahres 2012, einen Tag nachdem das Album vorbestellt werden konnte. Zu dieser Single drehte die Gruppe ein Musikvideo. Das Album wurde von Denis Shaforostov und Serj Kravchenko, beides Musiker der Band, produziert. Als Gastmusiker sind auf dem Album die Sänger Tyler Carter (ex-Woe, Is Me) auf dem Song Inception und Johnny Franck (ex-Attack Attack!) im Stück I Am a Traitor zu hören.
Die Songs Once You Killed a Cow, You Gotta Make a Burger, Make It Precious und I Am a Traitor wurden bereits auf dem Facebook- und YouTube-Profil der Band veröffentlicht, bevor diese von Sumerian Records unter Vertrag genommen wurde. Letzterer hieß ursprünglich I Am a Traitor. No One Does Care. Nachdem die Gruppe bereits im Januar 2012 mit I See Stars durch die USA und Kanada tourte, startete die Gruppe im März eine zweite Tour mit For Today und Stick to Your Guns. Diese Tour diente als Promotion für dieses Album, welches am 27. März 2012 in den USA veröffentlicht wurde. 17 Tage nach der Veröffentlichung in den USA, erfolgte am 13. April 2012 der weltweite Release des Albums. In Deutschland wird das Album unter anderem von EMP, Amazon und Impericon als CD, sowie über iTunes als Download vertrieben.

### Cover
Das Cover-Artwork stammt von Sänger Serj Kravchenko, welcher das Album gemeinsam mit Denis Shaforostov produziert, gemastert und gemixt hat. Dieses zeigt eine zum Himmel gestreckte Faust auf einem dunkel gehaltenen Hintergrund. Unterhalb dieser Faust ist der Bandname und der Albumtitel zu lesen.

### Songs
Für das Album schrieb die Band insgesamt 30 Songs, von denen die Band 14 Tracks auswählte. Als Bonustrack wurde eine Akustikversion von Make It Precious aufgenommen. Bei den Aufnahmen des Gesangsparts von Serj Kravchenko war das Fenster geöffnet, sodass bei den Aufnahmen zwischenzeitlich der Hund eines Nachbarn zu hören war. Bei den Trackings wurde dieser Part aus Spaß später an das Ende des Songs in einem Breakdown verwendet, am Ende jedoch gänzlich entfernt. Bis auf die Schlagzeugparts wurden alle Parts in der Ukraine gemixt. Einen Schlagzeuger fand die Gruppe in den US-Amerikaner Dusty Boles, welcher vorher in den Bands Rose Funeral und Serpents spielte. Boles wurde im Internet auf Make Me Famous aufmerksam und schrieb die Band über deren Facebook-Account an. Boles nahm alle Drumparts in den USA auf und wurden dann später von Denis Shaforostov in der Ukraine gemixt.

## Titelliste
1. Blind Date 101
2. Make It Precious
3. It’s Now or Never
4. Inception (feat. Tyler Carter)
5. This Song Is Blacker Than Black Metal
6. We Know It’s Real
7. In the Shadows of You
8. Once You Killed a Cow, You Gotta Make a Burger
9. Stage on Fire
10. She Haunted Me
11. Ifyuocnaraedtihsmkaemeasnadwich
12. I Am a Traitor (feat. Johnny Franck)
13. Earth
14. Quit Sleeping! It’s Nothing But a Waste of Time
15. Make It Precious (Akustikversion; Bonustitel)

## Stil

### Musik
Die Musik von Make Me Famous lässt sich im gesamten Verlauf des Albums als Post-Hardcore beschreiben der mit den Elementen der elektronischen Musik, besonders die des Techno vermischt wird. Diese Kreuzung dieser beiden Genres bezeichnet die Fachwelt als Trancecore. Dabei erinnert die Musik sehr stark an die Labelkollegen Asking Alexandria. Mit Denis Shaforostov, Sergei Hohlov und Serj Kravchenko hat die Gruppe drei Sänger. Shavorostov übernimmt den klaren Gesang, Kravchenko den gutturalen Gesang und Hohlov ist Backgroundsänger. Die Musik ist in allen Songs vielschichtig. So übernehmen in manchen Songs der Techno in anderen der Post-Hardcore-Sound. In den meisten Songs des Albums verwendet die Gruppe mehrere Breakdowns.
Kravchenko beschreibt in einem Interview mit der American Music Press den Musikstil der Band als einen Mix aus Black Veil Brides, Asking Alexandria, Parkway Drive, The Devil Wears Prada und Bring Me the Horizon. Im selbigen Interview sagt er aus, dass die Musiker von verschiedensten Musikern und Bands beeinflusst werden, darunter zählen Mötley Crüe, Aerosmith, Skid Row, Guns N’ Roses, Slipknot, 30 Seconds to Mars, Marilyn Manson, Kings of Leon, Nine Inch Nails, The Prodigy und Dev und The Cataracs.

### Texte
In einem Interview mit „Sound Scene Press“ sagt Gruppe, dass jeder Song eine eigene Nachricht übermitteln soll, die jeder Hörer selbst bestimmt. Die meisten Songs der Gruppe handeln allerdings um persönliche Erfahrungen, gescheiterte Beziehungen und Liebe.

### Songtitel
Manche Songtitel, wie zum Beispiel This Song Is Blacker Than Black Metal (zu Deutsch: „Dieser Song ist schwärzer als Black Metal“) oder auch Once You Killed a Cow, You Gotta Make a Burger („Sobald du eine Kuh getötet hast, mach einen Burger“), wirken ironisch. Der Songtitel Ifyuocnaraedtihsmkaemeasnadwich hingegen ist ein Wortspiel und bedeutet „If You Can Read This Make Me a Sandwich“ (Deutsch: „Mach mir ein Sandwich wenn du das lesen kannst“).

## Rezeption

### Kommerzieller Erfolg
It’s Now or Never debütierte auf Platz 151 der US-Charts von Billboard. Außerdem erreichte das Album Chartplatzierungen in den „Top Hard Rock Albums Charts“ (Platz 13), den „Top Independent Albums Charts“ (Platz 26), den „Top Rock Albums Charts“ (Platz 37) und den „Heatseekers Charts“ (Platz 5), allesamt ermittelt durch das US-amerikanische Magazin Billboard. Obwohl es das Album auf Anhieb in die Charts schaffte, erhielt „It’s Now or Never“ bisher sehr verhaltene Kritiken in englischsprachigen Online-Portalen.

### Die „Fight the Silence Tour“
Am 9. März 2012 begleitete Make Me Famous, die Bands Stick to Your Guns, A Skylit Drive und For Today. Letztere Band war Headliner der Tour, welche bis zum 20. April 2012 lief. Diese Tour hieß Fight the Silence Tour und umfasste 34 Shows, 32 in den USA und 2 in Kanada. Auf dieser Konzerttour spielte die Gruppe außerdem auf dem South by So What Festival, Houston We Have A Problem Festival und dem Never Say Never Festival. Auf dem South by So What Festival am 17. März spielte Make Me Famous auf der „Heavier Stage“ unter anderem mit Asking Alexandria, Emmure, We Came as Romans, Chelsea Grin und I See Stars. Bereits am 13. März 2012 spielte Make Me Famous mit diesen Bands auf dem Never Say Never Music & Arts Festival in Mission. Auf der „Metal/Hardcore Stage“ spielten außerdem Motionless in White, For the Fallen Dreams und Born of Osiris. Nur einen Tag nach dem South by So What Festival trat Make Me Famous auf dem dritten Festival auf. Dieses war das Houston We Have A Problem Festival in Houston, Texas. Im Line-Up waren außerdem Blessthefall vertreten. Diese Tour nutzte die Gruppe um It’s Now or Never zu promoten.

### Kritiken
Bisher erhielt It’s Now or Never kaum professionelle Reviews, hauptsächliche Kritiken stammen von Online-Portalen wie „Me Gusta Reviews“, „Killthemusic.net“ oder auch „Kill Hipsters“. Diese Portale bewerteten das Album eher schlecht. Aber It’s Now or Never erhielt vereinzelt auch positive Kritiken, wie etwa von „Under the Gun Review“.